# Caratê nos Jogos Olímpicos
O caratê é um esporte de arte marcial disputado pela primeira vez nos Jogos Olímpicos na edição de 2020 em Tóquio. Duas disciplinas foram realizadas na competição olímpica: Kata e Kumite, sendo regulamentadas pela Federação Mundial de Caratê.
Após estrear nos Jogos Olímpicos de Tóquio, ao lado de outros três esportes (escalada esportiva, skate e surfe) e do retorno do beisebol/softbol, não foi incluído no programa dos Jogos Olímpicos de 2024, em Paris, sendo em 2020 sua única aparição até o momento.

## Eventos
| Eventos                         | 2020 | Edições |
| ------------------------------- | ---- | ------- |
| Kata masculino                  | •    | 1       |
| Kata feminino                   | •    | 1       |
| Kumite acima de 55 kg feminino  | •    | 1       |
| Kumite até 61 kg feminino       | •    | 1       |
| Kumite acima de 61 kg masculino | •    | 1       |
| Kumite até 67 kg masculino      | •    | 1       |
| Kumite até 75 kg masculino      | •    | 1       |
| Kumite acima de 75 kg masculino | •    | 1       |
|                                 |      |         |
| Total de eventos                | 8    |         |

## Quadro de medalhas geral
Um total de 20 delegações conquistaram medalhas na única aparição do caratê como modalidade olímpica, em Tóquio 2020:
| Ordem | País               | Medalha de ouro | Medalha de prata | Medalha de bronze |    |
| ----- | ------------------ | --------------- | ---------------- | ----------------- | -- |
| 1     | JPN Japão          | 1               | 1                | 1                 | 3  |
| 2     | ESP Espanha        | 1               | 1                |                   | 2  |
| 3     | EGY Egito          | 1               |                  | 1                 | 2  |
|       | ITA Itália         | 1               |                  | 1                 | 2  |
| 5     | BUL Bulgária       | 1               |                  |                   | 1  |
|       | FRA França         | 1               |                  |                   | 1  |
|       | IRI Irã            | 1               |                  |                   | 1  |
|       | SRB Sérvia         | 1               |                  |                   | 1  |
| 9     | AZE Azerbaijão     |                 | 2                |                   | 2  |
| 10    | TUR Turquia        |                 | 1                | 3                 | 4  |
| 11    | CHN China          |                 | 1                | 1                 | 2  |
|       | UKR Ucrânia        |                 | 1                | 1                 | 2  |
| 13    | KSA Arábia Saudita |                 | 1                |                   | 1  |
| 14    | KAZ Cazaquistão    |                 |                  | 2                 | 2  |
| 15    | AUT Áustria        |                 |                  | 1                 | 1  |
|       | USA Estados Unidos |                 |                  | 1                 | 1  |
|       | HKG Hong Kong      |                 |                  | 1                 | 1  |
|       | HUN Hungria        |                 |                  | 1                 | 1  |
|       | JOR Jordânia       |                 |                  | 1                 | 1  |
|       | TPE Taipé Chinês   |                 |                  | 1                 | 1  |
| TOTAL | TOTAL              | 8               | 8                | 16                | 32 |